# Eucheila favilabris
Eucheila favilabris is een keversoort uit de familie loopkevers (Carabidae). De wetenschappelijke naam van de soort is voor het eerst geldig gepubliceerd in 1829 door Dejean & Boisduval.